# Pseudocnella sinorbis
Pseudocnella sinorbis is een zeekomkommer uit de familie Cucumariidae.
De wetenschappelijke naam van de soort werd in 1952 gepubliceerd door Gustave Cherbonnier.